# SAZAS letna lestvica slovenskih skladb 1997
SAZAS letna lestvica najbolj predvajanih slovenskih skladb 1997, ki vključuje le domače izvajalce za dve TOP 50 lestvici: reparticijski razred 100 (nacionalni radio) in razred 110 (komercialne postaje).

## Kategorija
Celotna lestvica obeh kategorij obsega Top 50 slovenskih skladb leta 1997.
| Mesto | Naslov                         | Izvajalec                         |
| ----- | ------------------------------ | --------------------------------- |
| 1     | "Pojem blues"                  | Leteči potepuhi                   |
| 2     | "Vzela sem si Štajerca"        | Simona Weiss                      |
| 3     | "Anita ni nikoli"              | Halo                              |
| 4     | "Poišči me"                    | Danilo Kocjančič ft. Matjaž Jelen |
| 5     | "Tih deževen dan"              | 1xBand                            |
| 6     | "Življenje je kot igra"        | Anja Rupel                        |
| 7     | "Sonce"                        | Čuki                              |
| 8     | "Da spočijem se na tvoji rami" | Slapovi                           |
| 9     | "Mentol bonbon"                | Zoran Predin ft. Šukar            |
| 10    | "Zvezdice bele"                | Vlado Kreslin                     |

| Mesto | Naslov                         | Izvajalec               |
| ----- | ------------------------------ | ----------------------- |
| 1     | "Vzela sem si Štajerca"        | Simona Weiss            |
| 2     | "Zobar"                        | Čuki                    |
| 3     | "Bomba"                        | Power Dancers           |
| 4     | "Da spočijem se na tvoji rami" | Slapovi                 |
| 5     | "Daj povej! Daj povej!"        | Kingston                |
| 6     | "Ne reci nikdar"               | Slapovi                 |
| 7     | "Ljubi jo nežno"               | Dominik Kozarič         |
| 8     | "Na Golici"                    | Ansambel bratov Avsenik |
| 9     | "Rožmarin več ne dehti"        | Simona Weiss            |
| 10    | "Jaz te nimam rad"             | Faraoni                 |